# Remseck am Neckar
Remseck am Neckar es una ciudad alemana perteneciente al distrito de Luisburgo de Baden-Wurtemberg.

## Localización
Se ubica a orillas del río Neckar, al este de la capital distrital Luisburgo.

## Historia
La localidad fue fundada en 1975 mediante la fusión de cinco antiguos pueblos que se habían extendido hasta unir sus cascos urbanos: Aldingen, Hochberg, Hochdorf, Neckargröningen y Neckarrems. Hasta 1977 se denominó "Gemeinde Aldingen am Neckar". En 1992 incorporó a su territorio una parte del poblado militar estadounidense de Pattonville. En 2004 adquirió el estatus de ciudad.

## Demografía
A 31 de diciembre de 2015 tiene 25 759 habitantes.